# Чашин курган
Ча́шин курга́н — памятник археологии (городище и группа селищ) в Брянске, расположенное при впадении реки Болвы в Десну. С начала 1980-х годов считается местом возникновения летописного Брянска (условно принята датировка основания городища — 985 год, от которой исчисляется возраст Брянска). Укрепления и постройки древнерусского времени были полностью разрушены и сожжены в период монголо-татарского нашествия. В последующем поселение возобновилось без укреплений и с XVI века известно как село Городище, а новые укрепления были возведены на Покровской горе, образовав Брянский кремль.

## Современное состояние

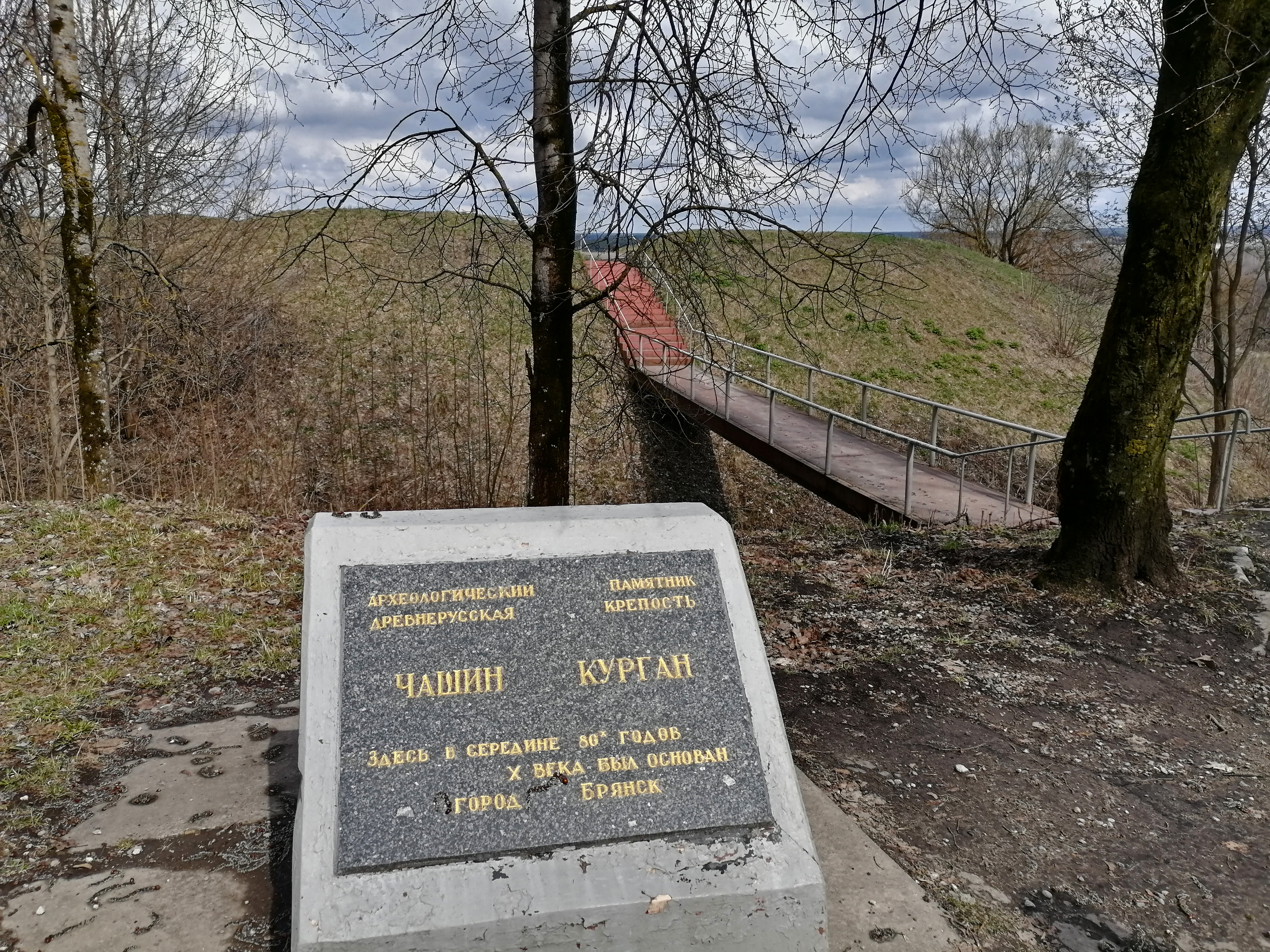
Памятный камень на пути к городищу

На городище в виде «чашки» сохранились валы шириной до 18 и высотой до 8 метров. С холма открывается великолепный вид на долину Десны и устье Болвы. Городище находится в окружении селищ с мощным культурным слоем.

## Исследования
Первые археологические исследования Чашина кургана были проведены в 1894 году членами Орловской губернской учёной архивной комиссии Ф. Ф. Похвалинским и В. А. Казанским. В 1976 году Ф. М. Заверняевым городище было отождествлено с изначальным Брянском. По его гипотезе, крепость контролировала окружающую местность, при этом сама была плохо заметна в чаще на высоте, на некотором удалении от воды, что и дало название поселению — Дебрянск, Брянск. Вокруг крепости им было открыто торгово-ремесленное поселение XI века. В 1980 году Б. А. Рыбаков предположил, что Брянск переместился с Чашина кургана на Покровскую гору в 1147 году, где появился Брянский кремль. Тем не менее, гипотеза об изначальном Брянске на Чашином кургане не является общепризнанной.
Другие гипотезы, например Е. А. Шинакова (начало 1990-х гг.) предполагают, что здесь существовало открытое торгово-ремесленное поселение, состоявшее из селища роменской культуры и появившегося позднее обширного селища русских купцов и воинов. Строительство укреплений связывают с появлением здесь загородной княжеской резиденции или княжеского опорного пункта. Эта гипотеза нашла подтверждение в археологическом исследовании культурного слоя Чашина кургана, проведённом в 2016 году.
Вероятным также является соотнесение Чашина кургана с летописным городом Оболовь, контролировавшим водный путь по Болве.
По археологическим данным, древнерусский город погиб от пожара при татаро-монгольском нашествии в 1238 году. Его культурный слой характеризуется наличием большого количества иноземных предметов.